# Astragalus funereus
Astragalus funereus är en ärtväxtart som beskrevs av Marcus Eugene Jones. Astragalus funereus ingår i släktet vedlar, och familjen ärtväxter. Inga underarter finns listade i Catalogue of Life.